# ジュリエット・レターズ
ジュリエット・レターズ(The Juliet Letters)は、1993年に発表されたエルヴィス・コステロのアルバム。

## 解説
名義は「エルヴィス・コステロ＆ザ・ブロドスキー・カルテット」となっている。
本作は弦楽四重奏のブロドスキー・カルテットと共演し作詞作曲も共同で行なった作品で、シェイクスピアの「ロミオとジュリエット」にインスパイアされ、ジュリエットに宛てた手紙というテーマで作詞された作品となっている。
コステロは、いつもレコード会社には辛辣な言葉を投げかけてきたが、このようなコンセプトのレコードを出すことを許可したワーナー・ブラザースに敬意を評したい、としている。

## 収録曲
1. デリヴァー・アス - Deliver Us
2. フォー・アザー・アイズ - For Other Eyes
3. スワイン - Swine
4. エキスパート・ライツ - Expert Rites
5. デッド・レター - Dead Letter
6. アイ・オールモスト・ハド・ア・ウィークネス - I Almost Had a Weakness
7. ホワイ - Why?
8. フー・ドゥ・ユー・シンク・ユー・アー？ - Who Do You Think You Are?
9. テイキング・マイ・ライフ・イン・ユア・ハンズ - Taking My Life in Your Hands
10. ジス・オファー・イズ・アンリピータブル - This Offer Is Unrepeatable
11. ディア・スウィート・フィルシー・ワールド - Dear Sweet Filthy World
12. レター・ホーム - This Letter Home
13. ジャクソンズ、モンク・アンド・ロウ  - Jacksons, Monk and Rowe
14. ジス・サッド・バーレスク  - This Sad Burlesque
15. ロメオズ・セイアーンス - Romeo's Seance
16. アイ・ソート・アイド・ライト・トゥ・ジュリエット - I Thought I'd Write to Juliet
17. ラスト・ポスト - Last Post
18. ファースト・トゥ・リーヴ - The First to Leave
19. ダムネイションズ・セラー - Damnation's Cellar
20. バーズ・ウィル・スティル・ビー・シンギング - The Birds Will Still Be Singing

## Bonus disc (2006 Rhino)
1. She Moved Through the Fair
2. Pills and Soap (Live)
3. King of the Unknown Sea (Live)
4. Skeleton (Live)
5. More Than Rain (Live)
6. God Only Knows (Live)
7. They Didn't Believe Me (Live)
8. O Mistress Mine
9. Come Away, Death
10. Put Away Forbidden Playthings
11. Can She Excuse My Wrongs
12. Fire Suite 1
13. Fire Suite 3
14. Fire Suite Reprise
15. Gigi (Live with Bill Frisell)
16. Deep Dead Blue (Live with Bill Frisell)
17. Upon a Veil of Midnight Blue" (Live with Punishing Kiss Band)
18. Lost in the Stars